# Dactylorhiza rombucina
Dactylorhiza rombucina là một loài thực vật có hoa trong họ Lan. Loài này được (Cif. & Giacom.) Soó mô tả khoa học đầu tiên năm 1962.